# Rongzhag

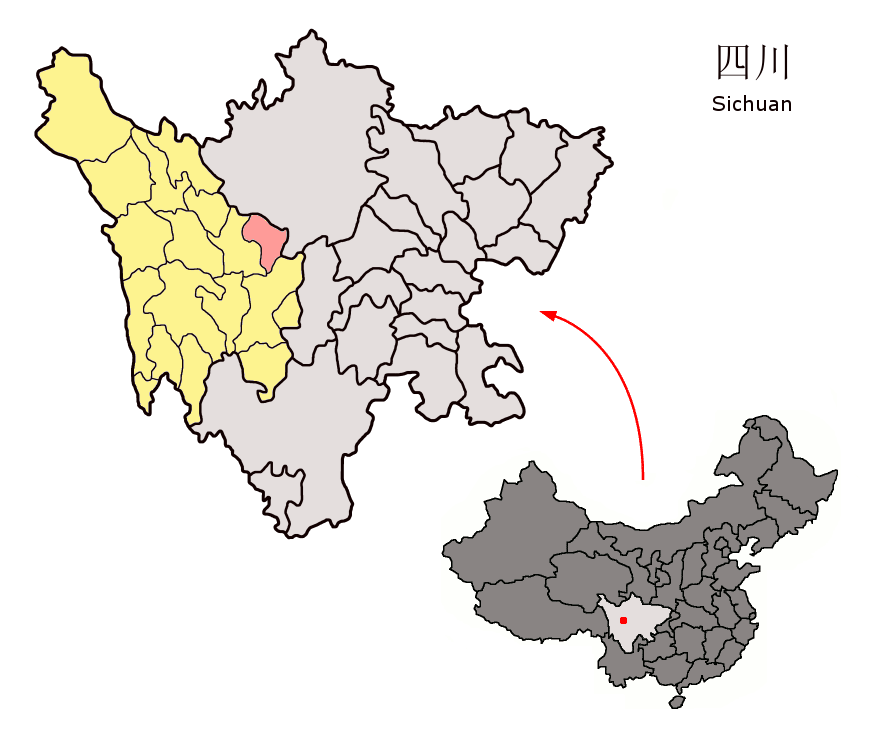
Lage des Kreises Rongzhag (rosa) im Autonomen Bezirk Garzê (gelb).

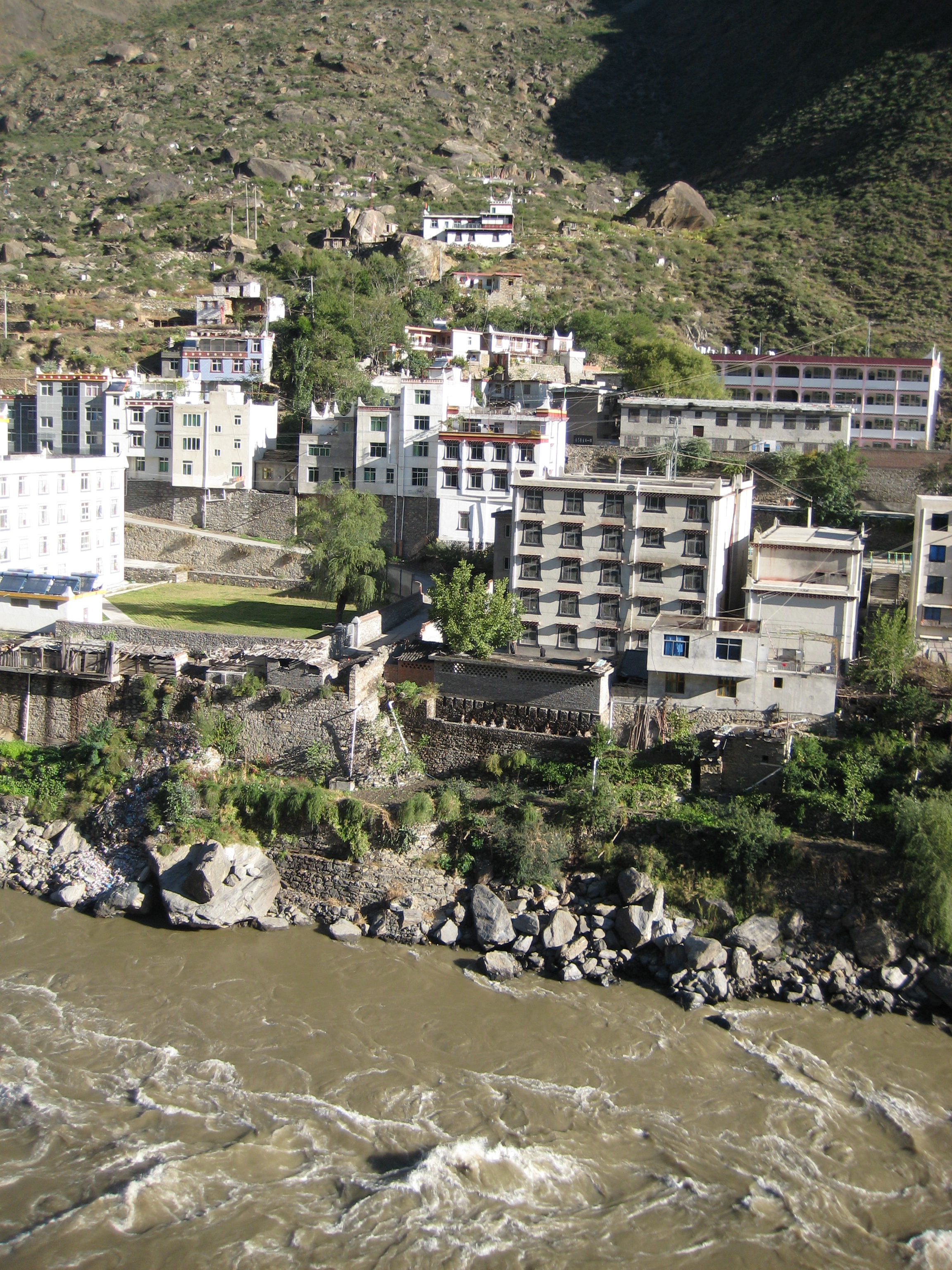
Rongzhag.

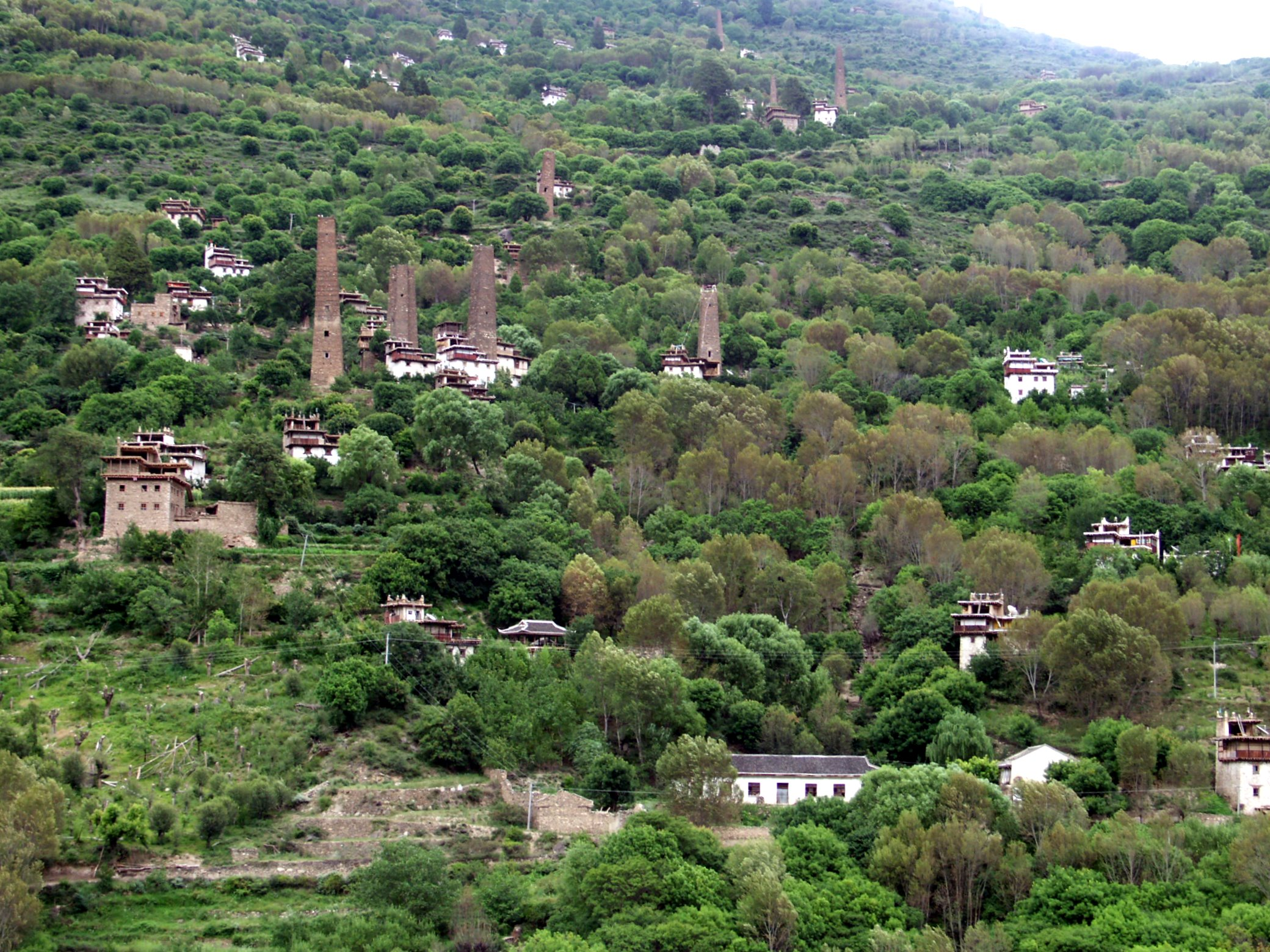
Diaolou in Rongzhag.

Rongzhag (tibetisch: རོང་བྲག།, Umschrift nach Wylie: rong brag; Rongdrag bzw. chin. Danba; chinesisch 丹巴县, Pinyin Dānbā Xiàn) ist ein Kreis des Autonomen Bezirks Garzê der Tibeter in der chinesischen Provinz Sichuan. Die Fläche beträgt 3.654 Quadratkilometer und die Einwohnerzahl 49.872 (Stand: Zensus 2020). 1999 zählte er 55.519 Einwohner. Sein Hauptort ist die Großgemeinde Chaggo (Zhānggǔ 章谷镇).
Die alten Diaolou von Rongzhag (Danba gudiaoqun 丹巴古碉群) stehen seit 2006 auf der Liste der Denkmäler der Volksrepublik China (6-697).
Das Mineral Danbait wurde nach dem Ort benannt.

## Administrative Gliederung
Auf Gemeindeebene setzt sich der Kreis aus einer Großgemeinde und vierzehn Gemeinden zusammen. Diese sind (Pinyin/chin.):
- Großgemeinde Zhanggu (章谷镇)

- Gemeinde Badi (巴底乡)
- Gemeinde Bawang (巴旺乡)
- Gemeinde Niexia (聂呷乡)
- Gemeinde Geshenzha (革什扎乡)
- Gemeinde Bian'er (边耳乡)
- Gemeinde Dandong (丹东乡)
- Gemeinde Donggu (东谷乡)
- Gemeinde Shuizi (水子乡)
- Gemeinde Gezong (格宗乡)
- Gemeinde Suopo (梭坡乡)
- Gemeinde Dongnügu (东女谷乡)
- Gemeinde Yaozha (岳扎乡)
- Gemeinde Banshanmen (半扇门乡)
- Gemeinde Taipingqiao (太平桥乡)

## Ethnische Gliederung der Bevölkerung (2000)
Beim Zensus im Jahr 2000 hatte Rongzhag 55.753 Einwohner.
| Name des Volkes | Einwohner | Anteil  |
| --------------- | --------- | ------- |
| Tibeter         | 41.119    | 73,75 % |
| Han             | 11.591    | 20,79 % |
| Qiang           | 2.524     | 4,53 %  |
| Hui             | 473       | 0,85 %  |
| Yi              | 7         | 0,01 %  |
| Mongolen        | 7         | 0,01 %  |
| Miao            | 7         | 0,01 %  |
| Manju           | 6         | 0,01 %  |
| Sonstige        | 19        | 0,03 %  |